# Tectitán
Tectitán {del náhuatl, significa «lugar de pedernales») es un municipio del departamento de Huehuetenango de la región nor-occidente de la República de Guatemala.
Durante la época colonial fue una doctrina mercedaria y en 1754, cuando los frailes dominicos tuvieron que entregar sus reducciones al clero secular, fue parte del curato de Cuilco, que pertenecía al corregimiento de Totonicapam.
Después de la Independencia de Centroamérica en 1821, Tectitán fue asignado al circuito de Cuilco del Distrito N.º10 (Quetzaltenango) para la impartición de justicia por medio de juicios de jurados y en 1838 fue parte de la región que los criollos liberales establecieron como el Estado de Los Altos, hasta que este fue reintegrado a la fuerza al Estado de Guatemala por el general conservador mestizo Rafael Carrera en 1840.

## Toponimia
Muchos de los nombres de los municipios y poblados de Guatemala constan de dos partes: el nombre del santo católico que se venera el día en que fueron fundados y una descripción con raíz náhuatl; esto se debe a que las tropas que invadieron la región en la década de 1520 al mando de Pedro de Alvarado estaban compuestas por soldados españoles y por indígenas tlaxcaltecas y cholultecas. En el caso de Tectitán, soalmente se conserva el topónimo náhuatl, el cual significa «Lugar de Pedernales»; originalmente se llamó Santa María Magdalena Tectitán, en honor a su santa patrona María Magdalena.
Por otra parte, en el poblado existe la tradición de indicar que el término se origina del traje típico que los españoles impusieron a los hombres indígenas durante la época colonial; se dice que los pobladores de Cuilco y Tacaná —municipio del departamento de San Marcos— les llamaban «tecos» por su indocumentaria y fue así como se originó el nombre Tectitán.[cita requerida]

## Demografía
El municipio tiene una población aproximada de 11 928 habitantes según el censo de población del año 2018 con una densidad de 161 personas por kilómetro cuadrado. Existe una población ladina con un porcentaje del 81 % de la población actual, y el 19 % es población indígena, mayoritariamente de la etnia tektiteka con el 86% y la etnia mam con el 11%.

## División política
El municipio tiene un total de 37 centros poblados sin incluir su cabecera municipal. Se divide en los siguientes establecimientos rurales que son sus cuatro aldeas y treinta y tres caseríos:
| Aldeas                                                                   | Chisté, Agua Caliente, Toninquím y Totanám | |                                                            |                                                                                |
| Caseríos                                                                 | \| - Ixconolí - Madronales - Manzanales - Tichumel - Tiux - Toajlaj - Tojul \| - Timuluj - Llano Grande - Chaquixul-Sacxul - Guayabal - Naranjales - Sajchoch - El Carrizal \| - Tuitzijom - Buena Vista I - Buena Vista II - Escolojab - Nueva Independencia - El Zapote - Checaú \| - Ixmujil - Sacchumbá - Taltzú - Tuibiá - Cheox - Chejatzé \| - El Progreso - Tuisboche - Taloj - El Naranjo - Los Laureles - Piedra Redonda \| | |                                                            |                                                                                |
| - Ixconolí - Madronales - Manzanales - Tichumel - Tiux - Toajlaj - Tojul | - Timuluj - Llano Grande - Chaquixul-Sacxul - Guayabal - Naranjales - Sajchoch - El Carrizal | - Tuitzijom - Buena Vista I - Buena Vista II - Escolojab - Nueva Independencia - El Zapote - Checaú | - Ixmujil - Sacchumbá - Taltzú - Tuibiá - Cheox - Chejatzé | - El Progreso - Tuisboche - Taloj - El Naranjo - Los Laureles - Piedra Redonda |

## Geografía física
El municipio de Tectitán tiene una extensión territorial de 74 km².

### Orografía
El Municipio está rodeado por montañas y cerros, entre ellos se mencionan la Montaña de Chisté, Cerro Timuj, Cerro Toninquín, Cerro Cruz de Venado, Cerro del Gavilucho, Cerro Ixmujil y Montaña la Avanzada, la cual es una de las montañas de mayor importancia para el Municipio y es un área de reserva municipal, pues en el lugar hay varios nacimientos de agua.

### Clima
La cabecera municipal de Tectitán tiene clima tropical (Clasificación de Köppen: Am).
| Parámetros climáticos promedio de Tectitán | Parámetros climáticos promedio de Tectitán | Parámetros climáticos promedio de Tectitán | Parámetros climáticos promedio de Tectitán | Parámetros climáticos promedio de Tectitán | Parámetros climáticos promedio de Tectitán | Parámetros climáticos promedio de Tectitán | Parámetros climáticos promedio de Tectitán | Parámetros climáticos promedio de Tectitán | Parámetros climáticos promedio de Tectitán | Parámetros climáticos promedio de Tectitán | Parámetros climáticos promedio de Tectitán | Parámetros climáticos promedio de Tectitán | Parámetros climáticos promedio de Tectitán |
| Mes                                        | Ene.                                       | Feb.                                       | Mar.                                       | Abr.                                       | May.                                       | Jun.                                       | Jul.                                       | Ago.                                       | Sep.                                       | Oct.                                       | Nov.                                       | Dic.                                       | Anual                                      |
| ------------------------------------------ | ------------------------------------------ | ------------------------------------------ | ------------------------------------------ | ------------------------------------------ | ------------------------------------------ | ------------------------------------------ | ------------------------------------------ | ------------------------------------------ | ------------------------------------------ | ------------------------------------------ | ------------------------------------------ | ------------------------------------------ | ------------------------------------------ |
| Temp. máx. media (°C)                      | 28.4                                       | 29.1                                       | 30.6                                       | 31.3                                       | 30.8                                       | 29.3                                       | 29.1                                       | 29.3                                       | 28.4                                       | 28.1                                       | 27.9                                       | 27.9                                       | 29.2                                       |
| Temp. media (°C)                           | 21.1                                       | 21.7                                       | 22.8                                       | 23.9                                       | 23.9                                       | 23.3                                       | 23.1                                       | 23.2                                       | 22.8                                       | 22.6                                       | 21.7                                       | 21.1                                       | 22.6                                       |
| Temp. mín. media (°C)                      | 13.9                                       | 14.3                                       | 15.1                                       | 16.6                                       | 17.1                                       | 17.4                                       | 17.1                                       | 17.1                                       | 17.3                                       | 17.1                                       | 15.5                                       | 14.4                                       | 16.1                                       |
| Precipitación total (mm)                   | 23                                         | 19                                         | 32                                         | 78                                         | 200                                        | 369                                        | 291                                        | 285                                        | 388                                        | 261                                        | 84                                         | 34                                         | 2064                                       |
| Fuente: Climate-Data.org                   |                                            |                                            |                                            |                                            |                                            |                                            |                                            |                                            |                                            |                                            |                                            |                                            |                                            |

### Ubicación geográfica
Se encuentra a una distancia de 105 km de la cabecera departamental Huehuetenango y a 428 km de la ciudad capital Ciudad de Guatemala. En el norte y este del municipio se encuentra el municipio de Cuilco al oeste y sur se encuentra el municipio de Tacaná del departamento de San Marcos.
|                                                         | Norte: Cuilco, municipio del departamento de Huehuetenango |                                                           |
| Oeste: Tacaná, municipio del departamento de San Marcos |                                                            | Este: Cuilco, municipio del departamento de Huehuetenango |
|                                                         | Sur: Tacaná del departamento de San Marcos                 |                                                           |

## Gobierno municipal
Los municipios se encuentran regulados en diversas leyes de la República, que establecen su forma de organización, lo relativo a la conformación de sus órganos administrativos y los tributos destinados para los mismos.  Aunque se trata de entidades autónomas, se encuentran sujetos a la legislación nacional y las principales leyes que los rigen desde 1985 son:
| N.º | Ley                                                | Descripción |
| --- | -------------------------------------------------- | --- |
| 1   | Constitución Política de la República de Guatemala | Tiene una regulación legal específica para los municipios en los artículos 253 al 262. |
| 2   | Ley Electoral y de Partidos Políticos              | Ley de carácter constitucional aplicable a los municipios en el tema de la conformación de sus autoridades electas. |
| 3   | Código Municipal                                   | Decreto 12-2002 del Congreso de la República de Guatemala. Tiene la categoría de ley ordinaria y contiene preceptos generales aplicables a todos los municipios, e inclusive contiene legislación referente a la creación de los municipios.             |
| 4   | Ley de Servicio Municipal                          | Decreto 1-87 del Congreso de la República de Guatemala. Regula las relaciones entra la municipalidad y los servidores públicos en materia laboral. Tiene su base constitucional en el artículo 262 de la constitución que ordena la emisión de la misma. |
| 5   | Ley General de Descentralización                   | Decreto 14-2002 del Congreso de la República de Guatemala. Regula el deber constitucional del Estado, y por ende del municipio, de promover y aplicar la descentralización y desconcentración económica y administrativa.                                |

El gobierno de los municipios está a cargo de un Concejo Municipal mientras que el código municipal —ley ordinaria que contiene disposiciones que se aplican a todos los municipios— establece que «el concejo municipal es el órgano colegiado superior de deliberación y de decisión de los asuntos municipales […] y tiene su sede en la circunscripción de la cabecera municipal»; el artículo 33 del mencionado código establece que «[le] corresponde con exclusividad al concejo municipal el ejercicio del gobierno del municipio».
El concejo municipal se integra con el alcalde, los síndicos y concejales, electos directamente por sufragio universal y secreto para un período de cuatro años, pudiendo ser reelectos.
Existen también las Alcaldías Auxiliares, los Comités Comunitarios de Desarrollo (COCODE), el Comité Municipal del Desarrollo (COMUDE), las asociaciones culturales y las comisiones de trabajo. Los alcaldes auxiliares son elegidos por las comunidades de acuerdo a sus principios y tradiciones, y se reúnen con el alcalde municipal el primer domingo de cada mes, mientras que los Comités Comunitarios de Desarrollo y el Comité Municipal de Desarrollo organizan y facilitan la participación de las comunidades priorizando necesidades y problemas.
Los alcaldes que ha habido en el municipio son:
- 2012-2016: Ely González[12]

## Historia
Los primeros pobladores que habitaron el municipio de Tectitán fueron gente de raza mam antes de la llegada de los españoles. El municipio fue nombrado «Santa María Magdalena Tectitlán» en honor a Santa María Magdalena. Los habitantes que poblaron el municipio eran de raza indígena en su mayoría mam y tectiteco.

### Doctrina mercedaria
En 1565 se creó la Provincia mercedaria de la Presentación de Guatemala; originalmente, la orden mercedaria había obtenido del obispo Francisco Marroquín varios curatos en el valle de Sacatepéquez y Chimaltenango, pero los cambiaron con los dominicos por el área de la Sierra de los Cuchumatanes. Durante la primera parte del siglo xvii tenían a su cargo la evangelización de algunos pueblos alrededor de la ciudad de Santiago de los Caballeros de Guatemala, que con el paso del tiempo pasaron a formar parte de la ciudad; dichos pueblos fueron Espíritu Santo, Santiago, San Jerónimo y San Anton —que funcionaba como la cabecera de su encomienda y vicaría y en donde estaba el convento que tenían los mercedarios y que asistía el comendador, cura y coadjutor de la orden.
Las doctrinas tenían tres características principales:
1. eran independientes de controles externos (tanto civiles como eclesiásticos)
2. eran administradas por un grupo de frailes
3. tenían un número relativamente grande de anexos.[15]

La administración colectiva por parte del grupo de frailes eran la característica más importante de las doctrinas ya que garantizaba la continuación del sistema de la comunidad en caso falleciese uno de los dirigentes.
Según la relación del obispo Juan de las Cabezas en 1613 y las actas de visita pastoral del arzobispo Pedro Cortés y Larraz en 1770, los mercedarios llegaron a tener a su cargo nueve doctrinas, y sus muchos anexos, que eran: Santa Ana de Malacatán, Concepción de Huehuetenango, San Pedro de Solomá, Nuestra Señora de la Purificación de Jacaltenango, Nuestra Señora de la Candelaria de Chiantla, San Andrés de Cuilco, Santiago de Tejutla, San Pedro de Sacatepéquez, y San Juan de Ostuncalco.
Cuando el arzobispo Pedro Cortés y Larraz visitó su arquidiócesis guatemalteca en los años 1768 a 1770 mencionó que el curato de Cuilco estaba integrado por: Santa María Magdalena Tectitián, Nuestra Señora de la Asunción Tacaná, Santiago Amatenango, San Martín Mazapa y San Francisco Motocintla.

### Tras la Independencia de Centroamérica
La constitución del Estado de Guatemala dividió al territorio en once distritos para la impartición de justicia por medio del método de juicios de jurados el 11 de octubre de 1825; Cuilco fue designado como sede de un circuito dentro del Distrito N.º10 (Quetzaltenango), circuito al que pertenecían también Tutuapa, Canival, Tectitán, Tacaná, Sivinal, Chiquigüil, Amatenango, Masapa y Motosinta.

### El efímero Estado de Los Altos

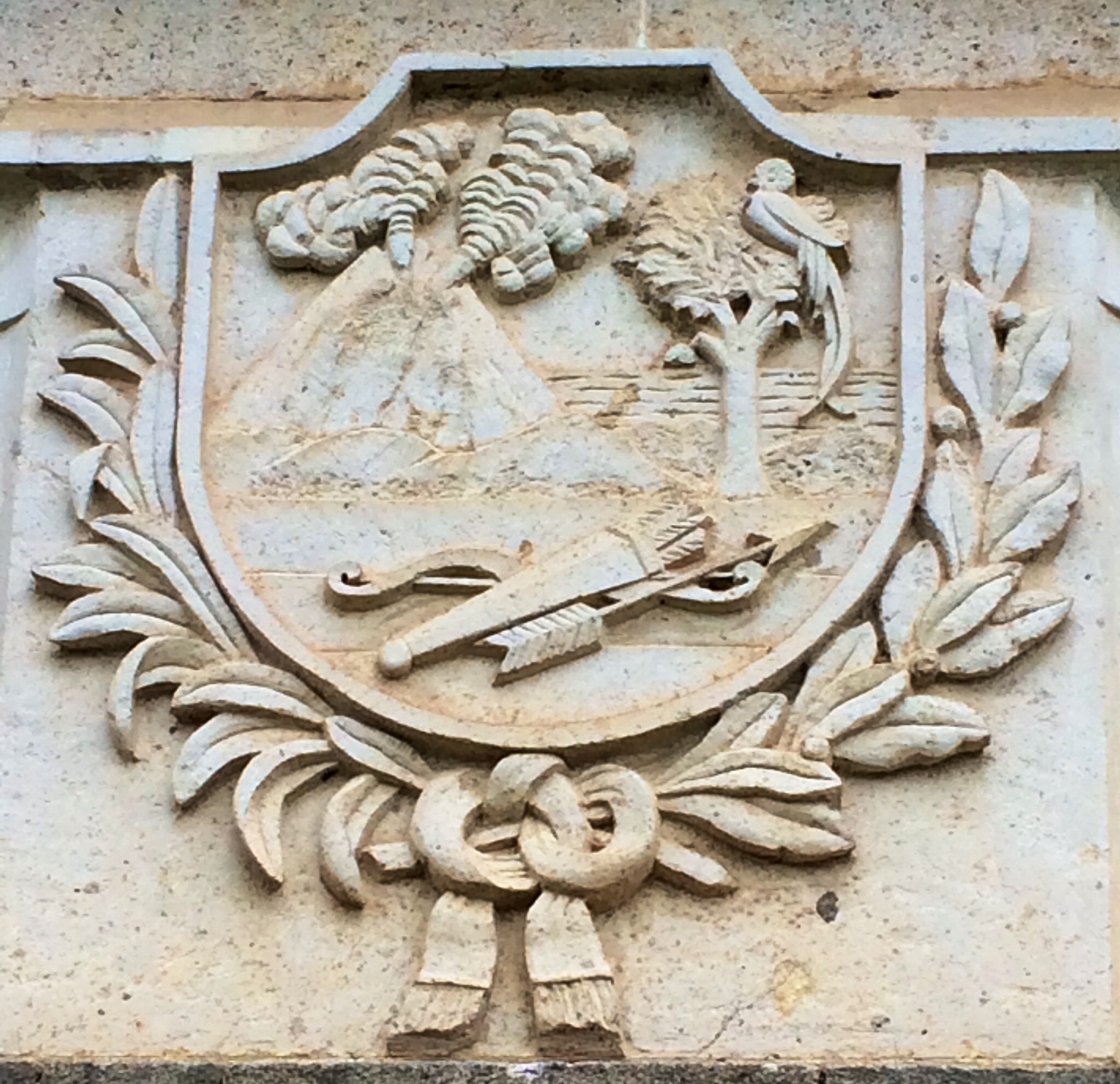
Escudo del Estado de los Altos

A partir del 3 de abril de 1838, Tectitán fue parte de la región que formó el efímero Estado de Los Altos y que forzó a que el Estado de Guatemala se reorganizara en siete departamentos y dos distritos independientes el 12 de septiembre de 1839:
- Departamentos: Chimaltenango, Chiquimula, Escuintla, Guatemala, Mita, Sacatepéquez, y Verapaz
- Distritos: Izabal y Petén[21]

La región occidental de la actual Guatemala había mostrado intenciones de obtener mayor autonomía con respecto a las autoridades de la ciudad de Guatemala desde la época colonial, pues los criollos de la localidad consideraban que los criollos capitalinos que tenían el monopolio comercial con España no les daban un trato justo.  Pero este intento de secesión fue aplastado por el general Rafael Carrera, quien reintegró al Estado de Los Altos al Estado de Guatemala en 1840.
El municipio fue fundado oficialmente y categorizado como municipio del departamento de Huehuetenango el 29 de marzo de 1876 durante el gobierno del general Justo Rufino Barrios. 
En 1928, Tectitán pasaría a formar parte del departamento de San Marcos a cambio del municipio de Sipacapa que pasó a formar parte del departamento de Huehuetenango, fue un acuerdo entre los dos departamentos ya que los municipios tendría un acceso más fácil a otros lugares, pero nunca se firmó el acuerdo.

## Vías de comunicación
Para ingresar al municipio de Tectitán existen tres vías principales de acceso; hay dos vías de terracería que proceden desde el departamento de San Marcos, una por el municipio de Tacaná y la otra por San José Ojetenam. La tercera vía comunica con el departamento de Huehuetenango por medio de la carretera Tectitán-Cuilco.